# Melodram
Melodram (z řeckého melos a drama) je hudební forma spojující interpretované slovo s hudební složkou. Jedná se o úmyslné a vědomé propojení obou složek. V případě, že jedno z předchozího neplatí, nedá se mluvit o melodramu.
Vnímání melodramu se liší u hudebních, literárních a divadelních vědců, hudebních skladatelů, divadelních a rozhlasových režisérů, výkonných umělců a dalších především na základě jiných vnímaných kritérií.

## Označení
Pojem melodrama se poprvé v souvislosti s hudebně-verbálním útvarem objevil v 80. letech 18. století především ve smyslu dnešního scénického melodramu. Melodramy koncertní se v začátcích oboru označovaly jako scène lyrique, monodrama, duodrama, mit Musik vermischten Drama atp. Italský výraz melodramma od 17. století označuje operu.

## Rozdělení
Podle způsobu zpracování rozlišujeme následující druhy melodramu:
- koncertní (např. Romance štědrovečerní Josefa Bohuslava Foerstera),
- scénický (jako melodram je zpracována celá divadelní hra, např. Vrchlického a Fibichova melodramatická trilogie Hippodamie),
- melodram coby součást jiného hudebního útvaru (takovým příkladem je opera Bohuslava Martinů Řecké pašije, jejíž součástí jsou recitační vstupy)

## Historie
Hudba a slovo byly propojovány již ve starých řeckých dramatech, melodram v současném slova smyslu ale vznikl až v druhé polovině 18. století. Autorem prvních melodramů byl Jean-Jacques Rousseau, který vycházel z přesvědčení, že francouzský jazyk není vhodný pro zpěv a proto zpěv nahradil mluveným slovem. V roce 1770 tak vytvořil první novodobý melodram Pygmalion, typově scénický melodram, kde se mluvené slovo s hudbou střídalo, během hudby pak děj vyjadřovala pantomima. Rousseaovu koncepci pak rozvedl Jiří Antonín Benda, autor českého původu působící v německých zemích, především ve svých prvních melodramatických pokusech – Ariadně na Naxu z roku 1774 a v o rok mladší Medee. V melodramu Ariadna se již na několika místech mluvené slovo dostává do kontrapozice vůči hudbě. Bendova příkladu ve tvorbě melodramů následovalo mnoho německých skladatelů, ale obliba této hudební formy postupně upadala. Renesanci zažil melodram v 19. století, kdy byl nově zformován do podoby tzv. koncertního melodramu.
Romantičtí skladatelé Carl Maria von Weber, Robert Schumann či Franz Liszt tvořili právě koncertní melodramy. V českých zemích melodramatická díla dosáhla kvalitativního vrcholu v díle Zdeňka Fibicha. K jeho nejznámějším melodramatickým dílům patří melodramy Vodník či Štědrý den na předlohy Karla Jaromíra Erbena. Nejvýznamnějším přínosem Zdeňka Fibicha do melodramatické oblasti je trilogie celovečerních scénických melodramů Hippodamie (části Námluvy Pelopovy, Smír Tantalův, Smrt Hippodamie) na text Jaroslava Vrchlického. Fibich v tomto cyklu volně navázal na hudební drama definované Richardem Wagnerem. Fibichova melodramatická koncepce ale nenalezla následovníků. Melodram zůstal oblíbený i během století dvacátého (Arnold Schoenberg: Pierot Lunaire, Arthur Honegger: Jana z Arku na hranici, Viktor Ullman: Píseň o lásce a smrti korneta Kryštofa Rilka, Igor Fjodorovič Stravinskij: Persefona, Luboš Fišer: Istanu) až do současnosti.
V Praze se od roku 1997 každoročně pořádá Mezinárodní festival koncertního melodramu, na kterém se kromě klasických děl repertoáru premiérují i díla nová.
Ukázky současných melodramů:
Zhudebněná báseň Stařík a kocour od Petra Macháně
Ukázka autorských melodramů souboru Ad libitum